# شین جونگ گون
شین جونگ گون (کره‌ای: 신정근؛ انگلیسی: Shin Jung-geun؛ زادهٔ ۲۶ سپتامبر ۱۹۶۶) بازیگر اهل کره جنوبی است. او بیشتر به عنوان بازیگر نقش مکمل فعال است و در فیلم‌هایی مانند لاک‌پشت دونده (۲۰۰۹)، در عشق و جنگ (۲۰۱۱)، سرقت بزرگ (۲۰۱۲)، و د فایو (۲۰۱۳)، و همچنین مجموعه تلویزیونی پینوکیو (۲۰۱۴) ایفای نقش کرده است. از آثار دیگری که در آنها ایفای نقش کرده‌است می‌توان به تو کیستی: مدرسه ۲۰۱۵ (۲۰۱۵)، آقای آفتاب (۲۰۱۸)، هتل دل لونا (۲۰۱۹) و رویارویی (۲۰۱۹) اشاره کرد.